# Kanarieödlor
Kanarieödlor (Gallotia) är ett släkte av ödlor. Kanarieödlorna ingår i familjen egentliga ödlor.
Arterna lever på Kanarieöarna och de vistas på marken. Exemplaren är mest stora, ofta växtätare och ibland allätare samt dagaktiva. Vikten varierar mellan 9 och 332 g och kroppslängden utan svans mellan 70 och 180 mm. Släktmedlemmarnas svans kan tappas. Arterna kan inte byta färg. Hos flera medlemmar har hannar ett större huvud och en annan färg än honor. Hannar har läten och skrik av dominerande exemplar skiljer sig från underordnade exemplar.
Arter enligt Catalogue of Life:
- Gallotia atlantica
- Gallotia auaritae
- Gallotia bravoana
- Gallotia caesaris
- Gallotia galloti
- Gallotia intermedia
- Gallotia simonyi
- Gallotia stehlini
- Gallotia goliath (utdöd)

IUCN listar Gallotia bravoana, Gallotia intermedia och Gallotia simonyi som akut hotad (CR).